# Жену, Антуан Эжен
Антуан Эжен Жену (фр. Antoine Eugène Genoud; 9 февраля 1792, Монтелимар — 19 апреля 1849, Йер) — французский публицист.
В молодости приверженец энциклопедистов, стал позже ревностным католиком и легитимистом и с энтузиазмом встретил возвращение Бурбонов. В 1821 году основал «L'Étoile» (с 1827 — «Gazette de France»), в которой позже с большим упорством защищал легитимистские принципы против июльского правительства, чем навлёк на себя более 60 судебных процессов.
В 1846 года Жену был избран в палату и в заседании 24 февраля 1848 года тщетно требовал, в интересах легитимизма, воззвания к народу. После февральской революции удалился с политической арены. Овдовев в 1835 году, Жену принял сан священника.